# Ефрем (архиепископ Ростовский)
В Ростове Великом был и другой епископ с именем Ефрем.

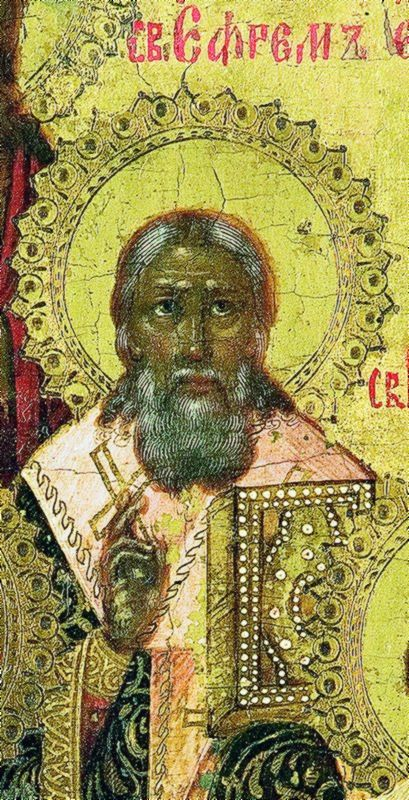
Ефрем, архиепископ Ростовский. Изображение с иконы "Собор Ростовских святых", кон XIX в.

Архиепи́скоп Ефре́м (ум. 29 марта 1454) — архиепископ Ростовский, Ярославский и Белозерский; святитель.
13 апреля 1427 года был хиротонисан во епископа Ростовского, Ярославского и Белозерского митрополитом Фотием. В этом же году основал Троице-Сергиев Варницкий монастырь.
В феодальной войне на Руси второй четверти XV века поддерживал Василия II. Участвовал в обличительном послании святителей русских к Дмитрию Шемяке. Участвовал в соборе, обсуждавшем «латинскую ересь» митрополита Исидора в 1441 году. В декабре 1448 года принимал участие в поставлении на митрополию рязанского епископа Ионы. Здесь же Иона возвёл его в сан архиепископа. При перечислении русских епископов зачастую значился первым. Находился в Москве, осаждённой в 1451 году царевичем Мазовшей.
Скончался он 29 марта 1454 года. Погребён в ростовском Успенском соборе.